# 贺家李
贺家李（1925年—），男，陕西西安人，中国电力系统及其自动化专家，曾任天津大学教授、博士生导师。